# Умурзаков Нурбапа
Нурбапа Умурзаков (Умірзаков) (17 жовтня 1907, аул Каратоган, тепер Райимбецького району Алматинської області, Республіка Казахстан — загинув 20 травня 1947, місто Ташкент, тепер Узбекистан) — радянський діяч, голова Центрального Виконавчого Комітету Казахської РСР (1937—1938). Член Бюро ЦК КП(б) Казахстану (1937—1938). Депутат Верховної Ради СРСР 1-го скликання (1937—1946).

## Біографія
Народився в бідній селянській родині. У 1915 році померли його батьки, виховувався у дядька. З юних років наймитував, був пастухом. У 1918—1920 і 1923—1926 роках проживав і навчався в школі-інтернаті міста Джаркента (Жаркента).
Член ВКП(б) з 1926 року.
З 1926 по 1927 рік навчався у Алма-Атинській губернській партійно-радянській школі.
У 1927—1928 роках — голова Актогайського волосного виконавчого комітету.
У 1928—1929 роках — відповідальний секретар Енбекші-Казахського районного комітету комсомолу, слідчий Алма-Атинської обласної контрольної комісії — робітничо-селянської інспекції. У 1930—1931 роках — завідувач сектору Алма-Атинського обласного комітету ВКП(б).
У 1931—1933 роках — студент Ташкентської партійної школи (комуністичного університету імені Леніна) в Ташкенті.
У 1933 році працював завідувачем сектору кочового селянського поселення при Алма-Атинському обласному виконавчому комітеті.
У 1933—1937 роках — 1-й секретар Аксуського районного комітету ВКП(б) Алма-Атинської області Казакської АРСР.
У 1937 році — 1-й секретар Енбекші-Казахського районного комітету ВКП(б) Алма-Атинської області Казахської РСР. 
29 жовтня 1937 — 15 липня 1938 року — голова Центрального Виконавчого Комітету Казахської РСР. Одночасно 17 січня 1938 — 31 травня 1939 року — заступник голови Президії Верховної Ради СРСР.
З 1938 року навчався у Московській сільськогосподарській академії імені Тімірязєва.
У 1939—1945 роках — директор радгоспів у Башкирській АРСР, Ставропольському і Краснодарському краях РРФСР.
У 1945—1946 роках — заступник народного комісара зернових і тваринницьких радгоспів Узбецької РСР. У 1946 році — заступник міністра тваринництва Узбецької РСР.
У 1946—1947 роках — заступник завідувача відділу сільського господарства ЦК КП(б) Узбекистану.
Трагічно загинув 20 травня 1947 року в Ташкенті.